# القفز فوق سمك القرش
المصطلح "القفز على القرش" أو "القفز فوق سمك القرش" هو تعبير تحقير يستخدم للقول بأن العمل الإبداعي أو الكيان قد وصل إلى نقطة استنفد فيها هدفه الأساسي ويقدم أفكارًا جديدة تتعارض مع أو مبالغة في غرضه الأصلي. صيغت هذه العبارة في عام 1985 من قبل شخصية الراديو جون هاين ردًا على حلقة عام 1977 من الموسم الخامس من المسلسل الكوميدي الأمريكي Happy Days، حيث تقفز شخصية "فونزي" (هنري وينكلر) فوق سمكة قرش حية أثناء التزلج على الماء.

## تاريخياً

### أصل المصطلح
صاغ جون هاين وزميله في السكن في جامعة ميشيغان شون كونولي هذه العبارة في عام 1985 ردًا على الموسم الخامس، الحلقة 3 "هوليوود: الجزء 3" من المسرحية الهزلية من انتاج أيه بي سي والتي تدعى "هابي دايز" بمعنى أيام سعيدة، والتي تم بثها في الأصل في 20 سبتمبر 1977 في الحلقة، تزور الشخصيات المركزية لوس أنجلوس، حيث يجيب فونزي المتزلج على الماء (هنري وينكلر) على تحدي شجاعته من خلال ارتداء ملابس السباحة وسترة جلدية مميزة، والقفز فوق سمكة قرش محجوزة. أنشأت هذه الحيلة كوسيلة لعرض مهارات وينكلر الواقعية في التزلج على الماء.
في عام 1997، أنشأ هاين موقعًا على شبكة الإنترنت (بالإنجليزية: JumpTheShark.com)‏، لنشر قائمة تضم ما يقرب من 200 برنامج تلفزيوني، وحججه فيما يتعلق باللحظات التي "قفز فيها القرش". أصبح الموقع شائعًا، ونما بفضل الأمثلة الإضافية التي ساهم بها المستخدمون. باع هاين شركته (بالإنجليزية: Jump The Shark، Inc)‏. مقابل "أكثر من مليون دولار" في عام 2006.

### ردود الفعل من ممثلي وطاقم مسلسل هابي دايز

#### رون هوارد
في عام 2006، خلال مشاركته في المقابلات: تاريخ شفهي للتلفزيون، تحدث رون هوارد (ريتشي كننغهام) عن حلقة "الأيام السعيدة" التي ألهمت العبارة:
"أتذكر أنني ودوني موست كنا نجلس هناك وننظر إلى السيناريو. كان دوني مستاءً حقًا. قال:"يا رجل، انظر إلى ما تطور إليه عرضنا". إنه ليس مضحكًا جدًا، وأنت تعلم أن فونز يقفز فوق سمكة قرش.. وظللت أقول "يا دوني، نحن برنامج ناجح، استرخ." أنت تعلم أنه من الصعب الحصول على حلقات رائعة واحدة تلو الأخرى. قفز فونزي فوق سمكة قرش، سيكون الأمر مضحكًا ورائعًا . . .' أتذكر أنني فكرت أن هذه لم تكن أعظم حلقة لدينا من الناحية الإبداعية، لكنني اعتقدت أنها كانت حيلة جيدة جدًا، وفهمت سبب رغبتهم في القيام بذلك. وأكثر ما أتذكره هو أنه كان من الممتع قيادة القارب السريع، وهو الأمر الذي قمت به قليلًا، ولاحظت أن هنري كان متزلجًا جيدًا على الماء، لكن الشيء الذي يجب أن نتذكره بشأن فكرة القفز على سمكة القرش، هو أن العرض استمر ليحقق نجاحًا هائلاً لسنوات بعد ذلك. لذا إنه تعبير ممتع نوعًا ما، وأشعر بالانزعاج من حقيقة أنهم حددوا تلك الحلقة (لأنه ربما كان يقد تجاوز الحد قليلاً)، لكنني أعتقد أنه تم القيام بالكثير من العمل الجيد بعد ذلك العرض، ويبدو أن الجماهير استجابت له حقًا."

#### فريد فوكس جونيور
في مقال نشرته صحيفة لوس أنجلوس تايمز عام 2010، قال الكاتب السابق "لهابي دايز"، فريد فوكس جونيور، الذي كتب الحلقة التي أنتجت هذه العبارة لاحقًا، "هل كانت حلقة [قفزة القرش] من هابي دايز تستحق مصيرها؟ لا، لم تستحق ذلك. بدأت جميع العروض الناجحة في الانخفاض في النهاية، لكن هذا لم يكن وقت هابي دايز' يشير فوكس أيضًا ليس فقط إلى نجاح تلك الحلقة ("حققت نجاحًا كبيرًا" بأكثر من 30 حلقة ومليون مشاهد)، ولكن أيضًا إلى استمرار شعبية المسلسل. بالإضافة إلى ذلك، سيتضمن الموسم نفسه لاحقًا حلقة " ماي فيفوريت أوركان"، التي بدأت مسيرة الممثل غير المعروف آنذاك، روبن ويليامز. وبالتالي تم منحه عرضًا خاصًا به، مورك وميندي.

#### هنري وينكلر
في مقابلة عام 2019 مع الإذاعة الوطنية العامة، أخبر هنري وينكلر (فونزي) تيري جروس أن أصل الحيلة بدأ بحقيقة أنه كان مدربًا للتزلج على الماء عندما كان مراهقًا في معسكر صيفي. وهكذا كان والده يقول له "كل يوم لسنوات - أخبر غاري مارشال أنك تتزلج على الماء. أبي، لا أعتقد أنني سأفعل ذلك. لا لا. أخبره أنك تتزلج على الماء. انه مهم جدا. أخيرًا أخبرت غاري أن والدي يريدك أن تعرف أنني أتزلج على الماء." قام وينكلر بجميع أعمال التزلج على الماء في المشهد بنفسه، باستثناء القفزة الفعلية. ثم سأل جروس وينكلر عما كان "يتعلق بهذا المشهد أو تلك الحلقة التي تشير إلى انتهاء وقت شيء ما - متى ينتهي؟" أجاب وينكلر: "أتعرف ماذا؟ لا أعرف. بالنسبة لهم، كان التزلج على الماء في فونز بمثابة القشة الأخيرة. الشيء الوحيد هو أنه لم يكن متاحًا للجمهور لأننا كنا في المركز الأول لسنوات بعد ذلك. لذلك لم يكن الأمر يهم أحدا كثيرا." بالإضافة إلى ذلك، قال لشركة ذا راب الإعلامية في عام 2018 إنه "لا يشعر بالحرج" من هذه العبارة. وذكر أن "الصحف ستذكر القفز على سمكة القرش.. وكانوا يعرضون لي صورة وأنا أرتدي سترتي الجلدية وسروال السباحة أثناء التزلج على الماء. وفي ذلك الوقت كان لدي أرجل رائعة. لذلك فكرت: "أنا لا أهتم". وكنا رقم 1 للأربع أو الخمس سنوات القادمة." عندما قفزت شخصيته باري زوكركورن (في المسلسل الكوميدي عائلة بلوث) فوق سمكة قرش في الحلقة 13 من الموسم الثاني، أشار وينكلر أيضًا إلى أنه "كان هناك كتاب، وكانت هناك لعبة لوحية، وهو تعبير لا يزال مستخدمًا حتى اليوم".. وأنا فخور جدًا لأنني الممثل الوحيد، ربما في العالم، الذي قفز على القرش مرتين - مرة في هابي دايز، ومرة في عائلة بلوث.

## استخدام أوسع
تم استخدام هذا المصطلح لوصف مجموعة واسعة من المواقف، مثل حالة الإعلان في عصر مسجلات الفيديو الرقمية، والآراء حول سياسة التعليم الريفي، السعي الشاذ للاستحواذ على شركة، وانحدار الجمهوريات إلى ديمقراطية وإمبراطورية متدهورة.

### أمثلة
في سبتمبر 2011، كررت المرشحة الرئاسية الجمهورية ميشيل باخمان حكاية تدعي أن لقاح فيروس الورم الحليمي البشري يسبب "إعاقة ذهنية". دفع هذا المعلق السياسي اليميني راش ليمبو إلى القول في برنامجه الإذاعي، "ميشيل باخمان، ربما تكون قد أفسدت الأمر اليوم. حسنًا، لم تنفجر — ربما قفزت على سمكة القرش اليوم."
في يناير 2018، انتقد المعلق السياسي كيث أولبرمان إدراج لاعبي الرياضات الإلكترونية في موقع الصحافة الرياضية (بالإنجليزية: The Players' Tribune)‏، قائلًا إنهم "قفزوا على سمك القرش من خلال نشر مقالات لأطفال عشوائيين مخاطيين يلعبون ألعاب الأطفال" ردًا على مقال بقلم صانع المحتوى الأمريكي الصيني واللاعب في ليغ أوف ليجيندز المعروف بدوبل ليفت.
في مايو 2021، اقترح مذيع أخبار سي إن بي سي كارل كوينتانيلا أن إيلون ماسك قد قفز على القرش بدفاعه عن العملات المشفرة بدلاً من التركيز على شركة تيسلا، حيث بدأت تفقد حصتها في السوق وبدأ سعر سهمها في الانخفاض.

## تعابير ذات صلة

### قصف الثلاجة(بالإنجليزية:Nuking the fridge)‏
في عام 2008، حددت مجلة تايم مصطلحًا تم تصميمه على غرار عبارة "القفز على القرش": "قصف الثلاجة". وقد حددت المجلة المصطلح الذي ينطبق على الأفلام على وجه التحديد: "لاستنفاد امتياز هوليوود بتكملة مخيبة للآمال".
العبارة مشتقة من مشهد في فيلم إنديانا جونز الرابع، إنديانا جونز ومملكة الجمجمة الكريستالية، حيث نجا إنديانا جونز من انفجار قنبلة ذرية عن طريق وضع نفسه في ثلاجة مبطنة بالرصاص لحماية نفسه من الانفجار. أدى الانفجار إلى تدمير المناطق المحيطة به تمامًا ولكنه أرسل الثلاجة إلى مسافة كافية حتى يتمكن بطل الرواية من الهروب دون أن يصاب بأذى. أنتقد المشهد باعتباره غير قابل للتصديق من الناحية العلمية.
في غضون يومين من العرض الأول للفيلم، انتشرت عبارة "قصف الثلاجة بالسلاح النووي"، واصفة مشاهد الفيلم التي تتسم بالسذاجة بالمثل. قال المخرج ستيفن سبيلبرغ لاحقًا إن المشهد كان "فكرتي السخيفة" وكان سعيدًا بكونه جزءًا من عبارة الثقافة الشعبية، بينما حصل المنتج التنفيذي للفيلم جورج لوكاس على انتقاد مماثل معتقدًا أن جونز كان سيحظى بفرصة متساوية النجاة من الانفجار.

### انبات اللحية(بالإنجليزية:Growing the beard)‏
يشير مصطلح "إنبات اللحية" أو "إطلاق اللحية" إلى عكس القفز على سمكة القرش؛ أي عندما يتحسن العرض بشكل كبير في الجودة. في مسلسل ستار تريك: الجيل التالي يعتبر الموسم الثاني أفضل من حيث السرد القصصي مقارنة بالموسم الأول. تزامن هذا التحول مع شخصية ويليام ريكر، الذي كان حليق الذقن في الموسم الأول، حيث قام بزراعة شارب ولحية احتفظ بها للموسم الثاني.

## روابط خارجية
- هنري وينكلر يتأمل في "Jumping the Shark" في "Happy Days" - Sirius XM ، 19 أكتوبر 2020.
- يتتبع جون هاين توقيت عرض البرامج التلفزيونية "Jump the Shark" ويختار أفضل مسلسل على الإطلاق - The Howard Stern Show ، 11 سبتمبر 2019.

قالب:Henry Winkler